# Mimosa cyclophylla
Mimosa cyclophylla är en ärtväxtart som beskrevs av Paul Hermann Wilhelm Taubert. Mimosa cyclophylla ingår i släktet mimosor, och familjen ärtväxter. Inga underarter finns listade i Catalogue of Life.